# IENE
IENE (Infra Eco Network Europe)  är ett europeiskt nätverk av organisationer och personer som arbetar med trafik, infrastruktur och ekologi. Nätverket grundades 1996 för att tillhandahålla en oberoende, internationell och tvärvetenskaplig arena för utbyte och utveckling mellan specialister och andra intressenter med syftet att stimulera en ekologiskt hållbar infrastruktur i Europa.
IENE arrangerar internationella konferenser, workshops och symposier och intitierar samarbetsprojekt mellan europeiska länder . Det europeiska kansliet ligger för närvarande i Sverige och stöds bland annat av Trafikverket.